# 19 Dywizja Grenadierów SS (2 łotewska)
19 Dywizja Grenadierów SS (2 łotewska) – dywizja Waffen-SS złożona z Łotyszy.

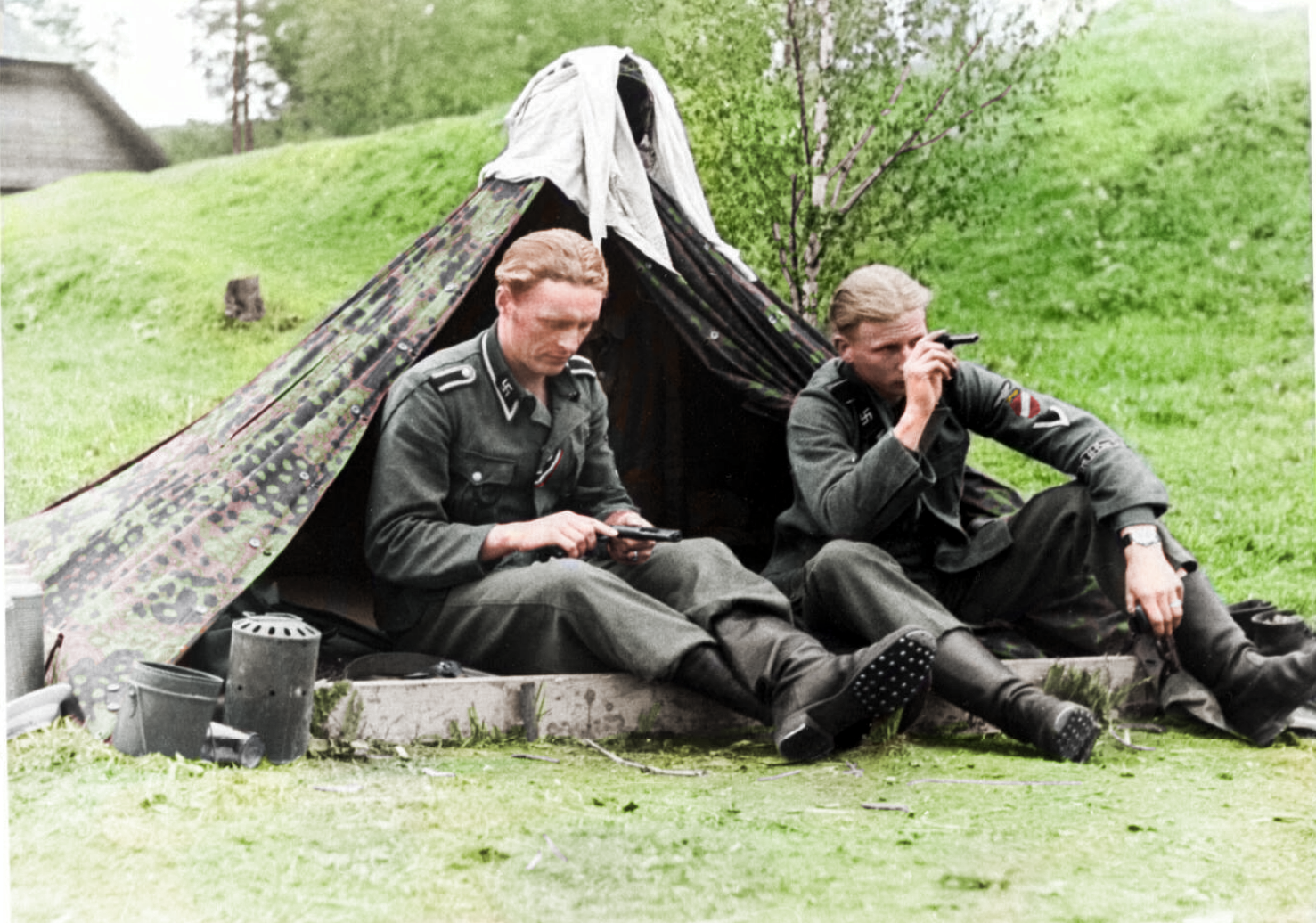
Żołnierze 19 Dywizji Grenadierów SS

## Historia
Dywizja powstała w marcu 1944 z rozwinięcia 2 Łotewskiej Brygady Ochotniczej SS. Jej historia sięga jednak 1941 roku i jednostek: 2 Zmotoryzowanej Brygada SS (od kwietnia 1941), Łotewskiej Ochotniczej Brygady SS (od maja 1943), 2 Łotewskiej Ochotniczej Brygady SS (od października 1943) i 19 Łotewskiej Dywizji Ochotniczej SS (od stycznia 1944), które stały się bazą dla powstania 19 Dywizji Grenadierów Waffen-SS (2 łotewska). Kadrę oficerską i podoficerską w dywizji utworzonej z ochotników łotewskich stanowili Niemcy z 2 Zmotoryzowanej Brygady SS. Od kwietnia do lipca 1944 roku wchodziła w skład 16 Armii, następnie od lipca do października tego roku w składzie 18 Armii i  od października ponownie w składzie 16 Armii.
W 19 Dywizji Grenadierów SS służył jako oficer m.in. Voldemārs Veiss, dowodził 42 pułkiem grenadierów Waffen-SS.
Do walki z Armią Czerwoną została skierowana przez dowództwo niemieckie w czerwcu 1944 roku w związku z rozpoczęciem przez ZSRR wielkiej letniej ofensywy. Wraz z innymi jednostkami niemieckimi i ochotniczymi formacjami SS toczyła boje pod Narwą. Po okrążeniu walczyła w tzw. kotle kurlandzkim. Jednostka słynęła z waleczności i z oddania sprawie nazistowskiej. W styczniu 1945 roku jej niedobitki trafiły pod dowództwo Standartenführera SS Villusa Janumsa z zamiarem wzięcia udziału w obronie stolicy III Rzeszy. Szlak bojowy zakończyła w Güterglück na  Łabą, oddając się niewoli armii USA.
W 1950 r. Komisja  Stanów Zjednoczonych do spraw Osób Przesiedlonych uznała, że jednostka ta nie była stroną wrogą wobec USA i przyznała jej kombatantom prawo do ubiegania się o azyl polityczny.

## Dowódcy dywizji
- Brigadeführer SS Heinrich Schuldt (od 7 stycznia 1944)
- Oberführer SS Friedrich-Wilhelm Bock (od 15 marca 1945)
- Gruppenführer SS Bruno Streckenbach (od kwietnia 1945)[1]

## Skład dywizji
- 42 pułk grenadierów Waffen-SS
- 43 pułk grenadierów Waffen-SS
- 44 pułk grenadierów Waffen-SS
- 19 pułk artylerii Waffen-SS, batalion fizylierów, dywizjon przeciwpancerny, batalion saperów, kompania zwiadowcza, kompania sanitarna, oddział poczty polowej SS, kompania weterynaryjna, batalion gospodarczy i dywizjon łączności[1].